# Скароне, Роберто
Роберто Скароне (исп. Roberto Scarone Rivera; 16 июля 1917, Монтевидео — 25 апреля 1994, Монтевидео) — уругвайский футболист и тренер.

## Биография

### Карьера игрока
Выступал на позиции правого защитника. На родине успел поиграть за оба гранда уругвайского футбола — «Пеньяроль» и «Насьональ». В 1939 году уехал в Аргентину, где 9 лет выступал за «Химнасию» из Ла-Платы, где он стал одним из звёздных и ключевых игроков команды.
Завершал карьеру футболиста Роберто Скароне в клубах Мексики — в «Америке», «Леоне» и «Монтеррее». Впоследствии все три мексиканские команды Скароне возглавлял в качестве тренера.

### Карьера тренера
Роберто Скароне — один из самых выдающихся тренеров в истории южноамериканского футбола. Среди его талантов были умение мотивировать свои команды в самых сложных ситуациях. В историю вошли товарищеские матчи, которые он организовывал между основными и резервными составами руководимых клубов. Накал борьбы в таких матчах был столь велик, что на тренировки старались попасть сотни болельщиков, чтобы посмотреть футбол высочайшего уровня.
Скароне требовал от своих подопечных играть в силовой футбол, отдавать точные передачи, быстро ориентироваться в создаваемых моментах, хотя использовавшися им методы работы зачастую подвергалась критике.
В качестве главного тренера «Пеньяроля» привёл клуб к двум победам в первых розыгрышах Кубка Либертадорес (1960 и 1961 годов). В 1967 году довёл другого уругвайского гранда, «Насьональ», до финала Кубка Либертадорес, как и перуанский «Университарио» в 1972 году — это высшее достижение самого титулованного клуба Перу на международной арене по сей день.

## Титулы

### Как игрок
- Чемпион Уругвая: 1938

### Как тренер
- Межконтинентальный Кубок: 1961
- Кубок Либертадорес (2): 1960, 1961
- Чемпион Уругвая (4): 1959, 1960, 1961, 1966
- Чемпион Перу (4): 1957, 1969, 1971, 1982
- Чемпион Мексики: 1965/66